# Anni 1090
Gli anni 1090 sono il decennio che comprende gli anni dal 1090 al 1099 inclusi.

## Eventi, invenzioni e scoperte
- 1094: si inaugura la Cattedrale di Sant'Agata, primo tempio in stile arabo-normanno
- 1096-1099: si svolge la Prima crociata.
- 1099
  - Papa Pasquale II fa demolire il Mausoleo dei Domizi Enobarbi, dove era sepolto l'imperatore romano Nerone, da lui considerato l'Anticristo. Al suo posto fece edificare la chiesa di Santa Maria del Popolo.
  - Viene istituita la Repubblica di Genova, che batte moneta ed è retta da consoli.[1]

## Personaggi
- Ruggero I di Sicilia
- Ansgerio